# Mister Felicità
Pour plus de détails, voir Fiche technique et Distribution.
Mister Felicità (« Monsieur Bonheur ») est une comédie italienne réalisée par Alessandro Siani, sortie le 1er janvier 2017.
Elle totalise 1 686 802 entrées au box-office italien de 2017.

## Synopsis
Martino est un Napolitain paresseux vivant en Suisse. Après certains événements, il prend la place d'un psychologue et se donne le nom de Mr. Bonheur (Felicità). Arianna, célèbre championne de patinage dont la carrière est en crise après une chute, devient sa patiente et il en tombe amoureux malgré son histoire familiale difficile.

## Distribution
- Alessandro Siani
- Diego Abatantuono
- Carla Signoris
- Elena Cucci (it)

## Sortie et réception
La bande-annonce du film est présentée en novembre 2016.
Il totalise 1 883 000 euros de recettes pour son jour d'ouverture. Durant la première semaine, il rapporte 7,15 millions d'euros, ce qui en fait le film le plus regardé en Italie début 2017. Le chiffre total s'élève à 10 038 446 € pour 1,69 million d'entrées.